# Finn (klasa jachtu)

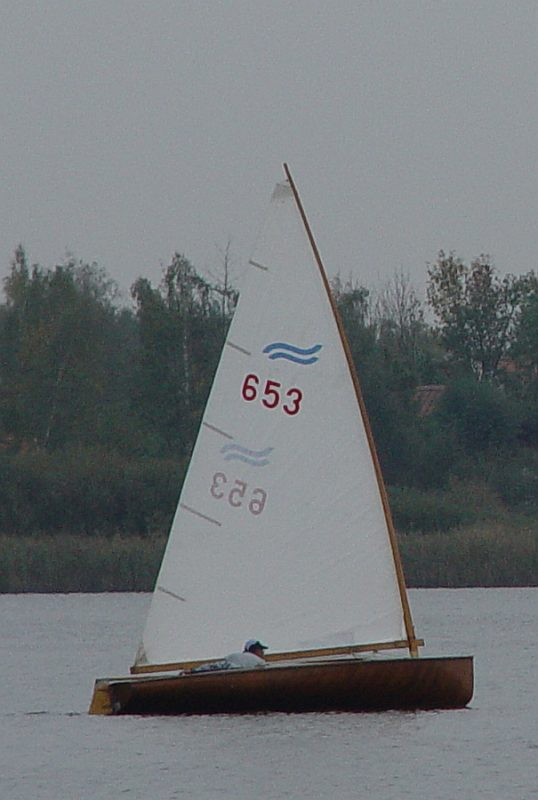
Starsza łódź klasy Finn

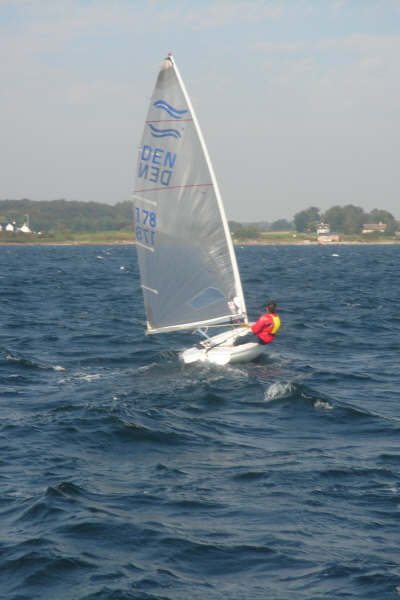
Finn DEN 178

Finn – jednoosobowa klasa łodzi żaglowej. Zaprojektowana w roku 1949, celem udziału w konkursie na łódź olimpijską zorganizowanym przez Fiński Związek Żeglarski przed Olimpiadą w Helsinkach w 1952 roku. Od swojego debiutu jest łódką obecną na każdych letnich igrzyskach olimpijskich stając się najdłużej obecną konstrukcją w całej historii regat olimpijskich. Twierdzi się, że Finn to najbardziej fizyczna i taktyczna jednoosobowa żaglówka na świecie.
Pierwsza konstrukcja łodzi z wolnonośnym masztem obrotowym. Ze względu na dużą powierzchnię żagla wymaga zawodników o odpowiedniej sile i wadze (powyżej 90 kg), choć obecnie, głównie dzięki stosowaniu nowych technologii w budowie masztów i żagli (włókno węglowe), szanse na sukces mają także zawodnicy nieco lżejsi.

## Znani zawodnicy
Polscy:
- Henryk Blaszka
- Ryszard Blaszka
- Romuald Knasiecki
- Mateusz Kusznierewicz
- Włodzimierz Radwaniecki
- Mirosław Rychcik
- Andrzej Rymkiewicz
- Maciej Skibski
- Jacek Sobkowiak
- Rafał Szukiel
- Wacław Szukiel
- Błażej Wyszkowski
- Andrzej Zawieja
- Dominik Życki
- Piotr Kula

Zagraniczni:
- Ben Ainslie
- Russell Coutts
- Paul Elvstrøm

## Wydarzenia

### Mistrzostwa Polski
Rozgrywane od 1953.
Przypisy:
| Rok  | Miejsce         | Zwycięzca               | 2. miejsce              | 3. miejsce           | Startujących |
| ---- | --------------- | ----------------------- | ----------------------- | -------------------- | ------------ |
| 1953 | Giżycko         | Juliusz Sieradzki       |                         | Jerzy Szloser        | 36           |
| 1954 | Giżycko         | Walenty Szraj           |                         |                      |              |
| 1955 | Giżycko         | Walenty Szraj           | Czesław Marchaj         |                      |              |
| 1956 | Giżycko         | Zygmunt Twardowski      |                         |                      |              |
| 1957 | Giżycko         | Zygmunt Twardowski      |                         |                      |              |
| 1958 | Sopot           | Andrzej Podolski        |                         |                      |              |
| 1959 | Sopot           | Jerzy Szloser           |                         |                      |              |
| 1960 | Gdynia          | Włodzimierz Fischer     |                         |                      |              |
| 1961 | Świnoujście     | Tadeusz Żero            |                         |                      |              |
| 1962 | Gdynia          | Bolesław Knasiecki      |                         |                      |              |
| 1963 | Zegrze          | Michał Skalisz          |                         |                      |              |
| 1964 | Gdynia          | Lech Poklewski          | Zygmunt Twardowski      | Z. Paszkiewicz       |              |
| 1965 | Gdynia          | Tadeusz Żero            | Michał Skalisz          | Zygmunt Twardowski   |              |
| 1966 | Mielno          | Michał Skalisz          | Andrzej Rymkiewicz      | Lech Poklewski       |              |
| 1967 | Trzebież        | Andrzej Rymkiewicz      | Lech Poklewski          | Z. Paszkiewicz       |              |
| 1968 | Gdynia          | Michał Skalisz          | Wiesław Bracław         | Andrzej Rymkiewicz   |              |
| 1969 | Trzebież        | Andrzej Zawieja         | Andrzej Rymkiewicz      | Janusz Knasiecki     |              |
| 1970 | Gdynia          | Wiesław Bracław         | Ryszard Blaszka         | Andrzej Rymkiewicz   |              |
| 1971 | Władysławowo    | Andrzej Zawieja         | Błażej Wyszkowski       | Andrzej Rymkiewicz   |              |
| 1972 | Władysławowo    | Andrzej Rymkiewicz      | Andrzej Zawieja         | Błażej Wyszkowski    | 63           |
| 1973 | Władysławowo    | Andrzej Zawieja         | Ryszard Blaszka         |                      |              |
| 1974 | Władysławowo    | Ryszard Blaszka         | Romuald Knasiecki       | Andrzej Rymkiewicz   | 36           |
| 1975 | Władysławowo    | Andrzej Zawieja         | Ryszard Blaszka         | Ryszard Skarbiński   | 65           |
| 1976 | Władysławowo    | Romuald Knasiecki       | Ryszard Blaszka         | Tomasz Rumszewicz    | 49           |
| 1977 | Władysławowo    | Tomasz Rumszewicz       | Romuald Knasiecki       | Ryszard Skarbiński   | 47           |
| 1978 | Górki Zachodnie | Ryszard Skarbiński      | Tomasz Rumszewicz       | Ryszard Blaszka      |              |
| 1979 | Władysławowo    | Henryk Blaszka          | Ryszard Skarbiński      | Mirosław Rychcik     | 31           |
| 1980 | Zegrze          | Henryk Blaszka          | Mirosław Rychcik        | Ryszard Skarbiński   |              |
| 1981 | Władysławowo    | Henryk Blaszka          |                         |                      |              |
| 1982 | Giżycko         | Henryk Blaszka          |                         |                      |              |
| 1983 | Gdynia          | Mirosław Rychcik        |                         |                      |              |
| 1984 | Gdynia          | Mirosław Rychcik        |                         |                      |              |
| 1985 | Gdynia          | Mirosław Rychcik        |                         |                      |              |
| 1986 | Władysławowo    | Henryk Blaszka          |                         |                      |              |
| 1987 | Górki Zachodnie | Jacek Sobkowiak         | Tomasz Rumszewicz       | Maciej Skibski       |              |
| 1988 | Gdańsk          | Maciej Skibski          | Włodzimierz Radwaniecki |                      |              |
| 1989 | Górki Zachodnie | Paweł Pawlaczyk         | Maciej Skibski          | Henryk Blaszka       |              |
| 1990 | Gdańsk          | Maciej Skibski          |                         |                      |              |
| 1991 | Gdynia          | Włodzimierz Radwaniecki |                         |                      |              |
| 1992 | Władysławowo    | Maciej Skibski          | Mateusz Kusznierewicz   |                      |              |
| 1993 | Władysławowo    | Mateusz Kusznierewicz   | Dominik Życki           | Jarosław Górski      | 11           |
| 1994 | Gdańsk          | Dominik Życki           | Mateusz Kusznierewicz   |                      |              |
| 1995 | Puck            | Mateusz Kusznierewicz   |                         | Wacław Szukiel       |              |
| 1996 | Władysławowo    | Mateusz Kusznierewicz   |                         |                      |              |
| 1997 | Władysławowo    | Mateusz Kusznierewicz   |                         |                      |              |
| 1998 | Puck            | Mateusz Kusznierewicz   | Dominik Życki           | Andrzej Czapski      |              |
| 1999 | Puck            | Mateusz Kusznierewicz   | Dominik Życki           | Rafał Szukiel        |              |
| 2000 | Gdynia          | Mateusz Kusznierewicz   | Rafał Szukiel           | Wacław Szukiel       |              |
| 2001 | Gdynia          | Mateusz Kusznierewicz   | Wacław Szukiel          | Dominik Życki        | 21           |
| 2002 | Gdynia          | Mateusz Kusznierewicz   | Wacław Szukiel          | Rafał Szukiel        |              |
| 2003 | Gdynia          | Mateusz Kusznierewicz   | Wacław Szukiel          | Rafał Szukiel        |              |
| 2004 | Puck            | Wacław Szukiel          | Rafał Szukiel           | Piotr Mazur          |              |
| 2005 | Gdynia          | Wacław Szukiel          | Rafał Szukiel           | Norbert Wilandt      | 11           |
| 2006 | Nieporęt        | Wacław Szukiel          | Rafał Szukiel           | Piotr Kula           | 20           |
| 2007 | Gdynia          | Wacław Szukiel          | Piotr Kula              | Rafał Szukiel        | 13           |
| 2008 | Kamień Pomorski | Piotr Kula              | Wacław Szukiel          | Michał Strusiński    | 14           |
| 2009 | Łeba            | Rafał Szukiel           | Piotr Kula              | Michał Strusiński    | 17           |
| 2010 | Łeba            | Rafał Szukiel           | Piotr Kula              | Jakub Dumara         | 14           |
| 2011 | Górki Zachodnie | Piotr Kula              | Jakub Dumara            | Miłosz Wojewski      | 15           |
| 2012 | Górki Zachodnie | Piotr Kula              | Tomasz Kośmicki         | Rafał Szukiel        | 19           |
| 2013 | Górki Zachodnie | Piotr Kula              | Rafał Szukiel           | Miłosz Wojewski      | 22           |
| 2014 | Górki Zachodnie | Piotr Kula              | Jakub Marciniak         | Miłosz Wojewski      | 22           |
| 2015 | Górki Zachodnie | Mikołaj Lahn            | Piotr Kula              | Miłosz Wojewski      | 27           |
| 2016 | Górki Zachodnie | Piotr Kula              | Mikołaj Lahn            | Łukasz Lesiński      | 23           |
| 2017 | Górki Zachodnie | Piotr Kula              | Mikołaj Lahn            | Łukasz Lesiński      | 20           |
| 2018 | Górki Zachodnie | Piotr Kula              | Mikołaj Lahn            | Łukasz Lesiński      | 19           |
| 2019 | Górki Zachodnie | Łukasz Lesiński         | Mikołaj Lahn            | Sebastian Kalafarski | 20           |
| 2020 | Gdynia          | Piotr Kula              | Krzysztof Stromski      | Łukasz Lesiński      | 45           |
| 2021 | Górki Zachodnie | Piotr Kula              | Łukasz Lesiński         | Mikołaj Lahn         | 19           |
| 2022 | Sopot           | Andrzej Romanowski      | Bartosz Szydłowski      | Marek Jarocki        | 29           |
| 2023 | Dziwnów         | Andrzej Romanowski      | Bartosz Szydłowski      | Marek Jarocki        | 29           |

#### Statystyka Medalowa
Poniższa tabela zawiera zestawienie zawodników, którzy zdobyli przynajmniej jeden medal mistrzostw Polski.
| Miejsce | Zawodnik                | Lata        | Złoto | Srebro | Brąz | Razem |
| ------- | ----------------------- | ----------- | ----- | ------ | ---- | ----- |
| 1.      | Mateusz Kusznierewicz   | 1992 – 2003 | 10    | 2      | 0    | 12    |
| 2.      | Piotr Kula              | 2006 – 2018 | 8     | 4      | 1    | 13    |
| 3.      | Henryk Blaszka          | 1979 – 1989 | 5     | 0      | 1    | 6     |
| 4.      | Andrzej Zawieja         | 1969 – 1975 | 4     | 1      | 0    | 5     |
| 5.      | Wacław Szukiel          | 2000 – 2007 | 4     | 0      | 1    | 5     |
| 6.      | Mirosław Rychcik        | 1979 – 1985 | 3     | 1      | 1    | 5     |
| 6.      | Maciej Skibski          | 1987 – 1992 | 3     | 1      | 1    | 5     |
| 8.      | Michał Skalisz          | 1963 – 1968 | 3     | 1      | 0    | 4     |
| 9.      | Rafał Szukiel           | 1999 – 2012 | 2     | 7      | 3    | 12    |
| 10.     | Andrzej Rymkiewicz      | 1966 – 1974 | 2     | 2      | 4    | 8     |
| 11.     | Zygmunt Twardowski      | 1956 – 1965 | 2     | 1      | 1    | 4     |
| 12.     | Walenty Szraj           | 1954 – 1955 | 2     | 0      | 0    | 2     |
| 12.     | Tadeusz Żero            | 1961 – 1965 | 2     | 0      | 0    | 2     |
| 14.     | Ryszard Blaszka         | 1970 – 1978 | 1     | 4      | 1    | 6     |
| 15.     | Dominik Życki           | 1993 – 1999 | 1     | 3      | 0    | 4     |
| 15.     | Mikołaj Lahn            | 2015 – 2018 | 1     | 3      | 0    | 4     |
| 17.     | Tomasz Rumszewicz       | 1976 – 1987 | 1     | 2      | 1    | 4     |
| 18.     | Romuald Knasiecki       | 1974 – 1977 | 1     | 2      | 0    | 3     |
| 19.     | Ryszard Skarbiński      | 1975 – 1980 | 1     | 1      | 3    | 5     |
| 20.     | Lech Poklewski          | 1964 – 1967 | 1     | 1      | 1    | 3     |
| 21.     | Wiesław Bracław         | 1968 – 1970 | 1     | 1      | 0    | 2     |
| 21.     | Włodzimierz Radwaniecki | 1988 – 1991 | 1     | 1      | 0    | 2     |
| 23.     | Juliusz Sieradzki       | 1953        | 1     | 0      | 0    | 1     |
| 23.     | Andrzej Podolski        | 1958        | 1     | 0      | 0    | 1     |
| 23.     | Jerzy Szloser           | 1959        | 1     | 0      | 0    | 1     |
| 23.     | Włodzimierz Fischer     | 1960        | 1     | 0      | 0    | 1     |
| 23.     | Bolesław Knasiecki      | 1962        | 1     | 0      | 0    | 1     |
| 23.     | Jacek Sobkowiak         | 1987        | 1     | 0      | 0    | 1     |
| 23.     | Paweł Pawlaczyk         | 1989        | 1     | 0      | 0    | 1     |
| 30.     | Miłosz Wojewski         | 2011 – 2015 | 0     | 1      | 2    | 3     |
| 31.     | Błażej Wyszkowski       | 1971 – 1972 | 0     | 1      | 1    | 2     |
| 31.     | Jakub Dumara            | 2010 – 2011 | 0     | 1      | 1    | 2     |
| 33.     | Szloser                 | 1953        | 0     | 1      | 0    | 1     |
| 33.     | Czesław Marchaj         | 1955        | 0     | 1      | 0    | 1     |
| 33.     | Tomasz Kośmicki         | 2012        | 0     | 1      | 0    | 1     |
| 36.     | Łukasz Lesiński         | 2016 – 2018 | 0     | 0      | 3    | 3     |
| 37.     | Z. Paszkiewicz          | 1964 – 1967 | 0     | 0      | 2    | 2     |
| 38.     | Janusz Knasiecki        | 1969        | 0     | 0      | 1    | 1     |
| 38.     | Jarosław Górski         | 1993        | 0     | 0      | 1    | 1     |
| 38.     | Andrzej Czapski         | 1998        | 0     | 0      | 1    | 1     |